# Erebia yoshisakana
Erebia yoshisakana är en fjärilsart som beskrevs av Siuiti Murayama 1963. Erebia yoshisakana ingår i släktet Erebia och familjen praktfjärilar. Inga underarter finns listade i Catalogue of Life.